# 이냐키 페냐
이그나시오 "이냐키" 페냐 소토레스(스페인어: Ignacio "Iñaki" Peña Sotorres, 1999년 3월 2일 ~ )는 스페인의 축구 선수로 현재 FC 바르셀로나에서 골키퍼로 뛰고 있다.

## 클럽 경력

### 바르셀로나
알리칸테에서 태어난 페냐는 2004년 5세로 단 5세에 알리칸테 CF 유소년팀에서 경력을 시작했다. 2012년, 13세에 빌라레알 CF에서 FC 바르셀로나의 라 마시아로 합류했다. 그는 2017-18 UEFA 유스리그에서 결승전에서 선발로 출전한 팀에서 우승하였다.
2018년 4월 16일, 페냐는 옵션을 더한 3시즌 동안의 바르샤 계약을 갱신했다. 그는 2018-19 시즌 예비팀으로 승격되었으며, 2018년 10월 6일에 CD 아틀레티코 발레아레스와의 홈 경기에서 선발로 데뷔했다.
2018년 10월 30일, 페냐는 코파 델 레이에서 Cultural Leonesa와의 32강 1차전을 위해 주전 골키퍼 자스퍼 시릴센의 백업으로 주요 팀에 선발되었다. 이 경기에서는 1-0으로 승리하여 벤치에 앉았지만 경기에 뛰지는 않았다. 그는 또한 해당 시즌에 자스퍼 시릴센과 정규 선발 골키퍼인 마크안드레 테어 슈테겐이 부상으로 빠진 경우에 대비하여 몇 차례 벤치에서 출전했다.
페냐는 2019–20 시즌 중에도 다시 주요 팀의 벤치에서 활약하여 부상으로 인한 네토의 결석을 대비했다. 2020년 10월 6일, 바르셀로나는 페냐의 계약 옵션을 행사하여 그를 2년 더 재계약했다.

#### 갈라타사라이로의 임대
2022년 1월 31일, 페냐는 시즌 남은 기간 동안 갈라타사라이에 임대되었다. 그는 전 바르셀로나 보조 감독인 도메넥 토렌트 아래서 2월 6일 알란야스포르와의 1-1 무승부에서 슈퍼 리그에서 프로 데뷔를 하였다. 그는 클럽 아이콘인 페르난도 무슬레라가 부상에서 복귀하기 전까지 2무 2승의 기록을 가졌다; 바르셀로나에 의한 UEFA 유로파 리그 탈락 이후, 3월 중순에는 우루과이 선수가 다시 자리를 되찾았다.

#### 바르셀로나 복귀
대여 계약이 만료되면서 페냐는 바르셀로나로 돌아왔으며, 2022년 11월 1일 UEFA 챔피언스 리그에서 Viktoria Plzeň을 상대로 열린 원정 경기에서 감독 자비 아래 공식적으로 1군 데뷔를 하였다.
2023년 1월 3일, 페냐는 1군 선수로 등록되었으며, 네토가 떠난 후 빈 자리에 남은 13번 유니폼을 맡았다.
2023년 5월 9일, 페냐는 바르셀로나와의 계약을 2026년까지 연장했다. 새 계약에는 4억 유로의 해지 조항이 포함되었다.